# Batalla de Matasiete
La batalla de Matasiete va ser una batalla que va transcórrer el 31 de juliol de 1817 prop de la ciutat de La Asunción entre les forces independentistes comandades per Francisco Esteban Gómez i les forces espanyoles a les ordres de Pablo Morillo.

## Antecedents
El 6 de maig de l'any 1816, Simón Bolívar va declarar la Tercera República de Veneçuela i va ser declarat com a Cap Suprem de l'església de Santa Anna.
Aquell mateix any, les forces revolucionàries van obtenir grans victòries contra les forces imperials espanyoles. El general Morillo va tornar a Veneçuela el desembre d'aquell mateix any decidit a prendre l'illa de Margarita i a continuació viatjar a la província de Guayana. Després d'alguns problemes amb el subministrament de tropes, Morillo va viatjar a Margarita el juny de 1817.
El 24 de juliol de 1817, les forces de Morillo van ocupar la fortalesa de San Carlos de Borromeo, al sud-est de l'illa, i a pocs quilòmetres de La Asunción. Els revolucionaris van retrocedir fins al turó a prop de la ciutat.

## Batalla
El 31 de juliol de 1817, Morillo va llençar l'ofensiva a les 8:30 de matí amb una força de gairebé 3.000 homes. Va ser una batalla molt ferotge, on Morillo, després de la batalla, va lloar la ferocitat dels defensors veneçolans. Durant la batalla, molts ciutadans de La Asunción es van unir als defensors revolucionaris.

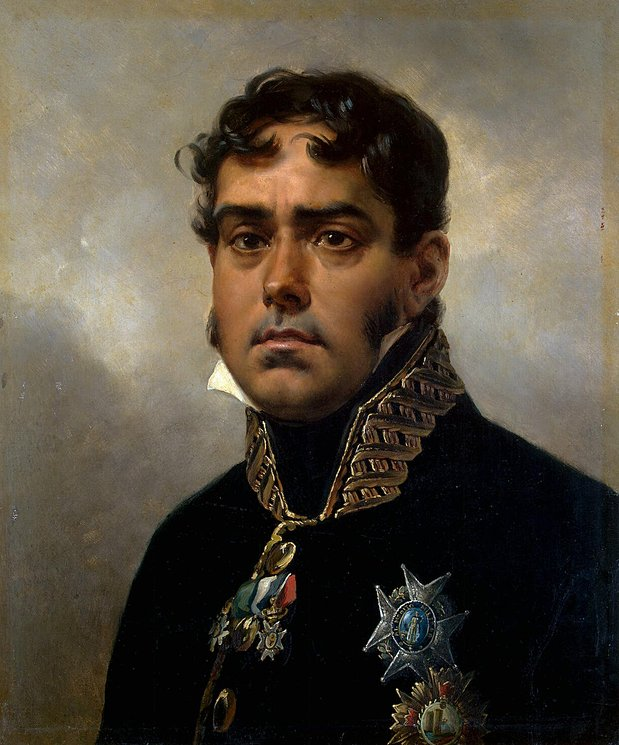
Pablo Morillo

Les bateries d'artilleria revolucionaries Carante i Libertad, a les ordres de Felipe Villalba van tenir un paper clau en la batalla i en la victòria dels veneçolans. A les quatre de la tarda, la batalla ja s'havia decidit en el seu favor, amb gairebé 600 baixes espanyoles. L'1 d'agost, Morillo es va retirar a la fortalesa de Pampatar, a San Carlos de Borromeo.

## Conseqüències
La batalla va aconseguir salvar la ciutat de La Asunción, tot i que els revolucionaris van continuar perdent terreny enfront dels espanyols a l'illa. Més endavant, Morillo es va assabentar de la captura de Ciudad Guayana (18 de juliol), de l'ocupació de la Baixa Guayana (3 d'agost) i de l'amenaça de la ciutat de Caracas per part de les forces veneçolanes.
Després de la campanya de 1817, La Asunción es va convertir en la capital provisional de la República Independent de Veneçuela.